# 創文社
創文社（そうぶんしゃ）は、かつて存在した日本の学術出版社。哲学・宗教・歴史・東洋学などの人文科学関係の専門書のほかに、法律学・法制史・政治学・経済史など社会科学系も多く出版した。

## 概要
弘文堂の内紛により、当時社員だった久保井理津男が、独立退社し1951年（昭和26年）11月3日に創業した。
著名な刊行書目に、哲学・キリスト教思想関連では、約半世紀かけたトマス・アクイナス『神学大全』、訳者の山田晶、稲垣良典等のキリスト教中世哲学研究、『ドイツ神秘主義叢書』、カール・ヤスパースの『哲学』3部作、『ハイデッガー全集』（刊行中で東京大学出版会が引き継ぐ）など多数がある。
西洋史学・社会学の訳書ではアンリ・ピレンヌ『中世都市論集』、マルク・ブロック、ベネデット・クローチェ、マックス・ウェーバー等が〈歴史学叢書〉他で、東洋学・古典中国文学研究は、主に「東洋学叢書」、「中国学芸叢書」で出版された。 
月刊PR誌『創文』を1962年（昭和37年）8月より発刊していたが、2010年10月号で「小誌の持つ使命・役割は果しえたもの」とみなし、12月号にて終刊する事が告知された。2011年（平成23年）より季刊として再発足した（第23号（2016年秋号）で終刊）。
2016年（平成28年）7月、国立大学の研究費（研究助成）削減などにより売り上げ減少が長年続き回復が見込めないことから、2020年（令和2年）をめどに会社を解散するという内容の文書を関係者に配布、創文社解散を事前告知した。2017年（平成29年）3月「会社解散のお知らせ」が公式サイトにも掲載され、2020年（令和2年）3月をもって販売活動を終え、同年6月30日に解散した。

## 解散後
2019年（平成31年/令和元年）頃より、創文社公式サイトで既刊出版物を他の出版社で継続刊行する案内が度々掲載された。
2020年（令和2年）6月、公式サイトに最後のお知らせとして、6月で解散し既刊の全書籍（権利者の同意あるもの、他社で再刊が決まっている書籍を除く）は、2021年5月末に講談社が、電子出版「創文社オンデマンド叢書」を発足させ、プリント・オンデマンド（POD）出版、電子書籍での引き継ぎを発表した。
約半数が刊行した『ハイデッガー全集』（全103巻予定）は、東京大学出版会に引き継がれた。同会では2020年度内にも2 ～ 3冊を刊行、来年度以降も同ペースで進めていくとしている。

## 出版作品

### 法制史
- 中田 薫『徳川時代の文学に見えたる私法 改組版』1956年。
- 中田 薫『古代日韓交渉史断片考 新版』1956年。
- 中田 薫『日本法制史講義』（中田 薫 講述、石井良助 校訂）、1983年。
- 石井良助『日本法制史概説 改版』1960年。
- 石井良助『天皇 天皇統治の史的解明』1950年。
- 『日本不動産占有論 中世における知行の研究』1952年。
- 『日本史概説』1953年。
- 『大化改新と鎌倉幕府の成立』1958年。
  - 『大化改新と鎌倉幕府の成立 増補版』〈法制史論集 第1巻〉1972年。

- 石井良助『日本婚姻法史』、1977年
- 石井良助『日本団体法史』、1978年
- 石井良助『民法典の編纂』、1979年
- 石井良助『日本相続法史』、1980年
- 石井良助『家と戸籍の歴史』、1981年
- 石井良助『近世取引法史』、1982年
- 石井良助『近世民事訴訟法史 正続』、1984-1985年
- 石井良助『日本刑事法史』、1986年）
- 石井良助『江戸時代土地法の生成と体系』、1989年